# (3727) Maxhell
(3727) Maxhell es un asteroide que forma parte del cinturón exterior de asteroides y fue descubierto el 7 de agosto de 1981 por Antonín Mrkos desde el Observatorio Kleť, cerca de České Budějovice, República Checa.

## Designación y nombre
Maxhell se designó al principio como 1981 PQ.
Posteriormente, en 1996, fue nombrado en honor del astrónomo húngaro Maximilian Hell (1720-1792).

## Características orbitales
Maxhell está situado a una distancia media del Sol de 3,333 ua, pudiendo acercarse hasta 2,845 ua y alejarse hasta 3,822 ua. Tiene una inclinación orbital de 5,354 grados y una excentricidad de 0,1466. Emplea en completar una órbita alrededor del Sol 2223 días.

## Características físicas
La magnitud absoluta de Maxhell es 11,5.